# Ai confini della realtà (film 1983)
Ai confini della realtà (Twilight Zone: The Movie) è un film del 1983 diretto da Joe Dante, John Landis, George Miller e Steven Spielberg che rende omaggio all''omonima serie televisiva in onda dal 1959 al 1964. Un prologo tra la commedia e l'horror introduce i quattro episodi del film, di cui solo il primo, Time Out, la storia di un uomo d'affari razzista, è originale. Gli altri tre, Kick the can, It's a good life e Nightmare at 20.000 feet, sono remake di altrettanti episodi della serie classica del telefilm di Rod Serling.
Oltre che per la presenza di quattro grandi registi, il film è tristemente famoso anche per un tremendo incidente che avvenne nel corso della lavorazione nel quale rimasero uccisi l'attore Vic Morrow e due attori bambini.

## Trama
Prologo
- diretto da John Landis.

Quando vengono mostrati i titoli di testa, in cui vengono ricreate le famose immagini dell'intro della serie televisiva, nel momento in cui appare il gigantesco occhio è possibile vedere nella pupilla un'immagine di Rod Serling.
Sulle note di The midnight special nella versione dei Creedence Clearwater Revival, due amici (interpretati da Dan  Aykroyd e Albert Brooks) viaggiano su una strada deserta, passando il tempo con giochini come indovinare il titolo di un programma televisivo dalla sigla. Quando dai loro ricordi emerge anche Ai confini della realtà, i due ricordano con piacere i brividi provati guardando gli episodi della serie.
Parlando di paura, uno dei due amici provoca l'altro, garantendogli uno spavento se gli concederà pochi secondi. L'altro accetta e accosta l'automobile, sicuro che l'amico voglia solo fargli solo uno scherzo. Ma per sua sfortuna, il personaggio di Aykroyd è un vero e proprio mostro, e oltre a spaventare a morte l'amico, sta per fargli cose molto peggiori. Così, mentre la macchina da presa si allontana dal dramma che si sta consumando nell'automobile, parte la musica della serie televisiva e una voce fuori campo introduce lo spettatore nel mondo de "Ai confini della realtà". Poi la cinepresa torna verso terra per introdurre il primo segmento del film.
Primo episodio: Time Out
- diretto da John Landis.

Bill Connor è un uomo amareggiato dalla vita, che secondo lui l'ha trattato ingiustamente, e per questo è diventato anche un razzista della peggior specie, sempre in collera con tutti, particolarmente con ebrei, neri e asiatici. Dopo aver rischiato uno scontro fisico con due neri incontrati in un bar, si avvia verso casa, ma appena uscito dal locale capisce che qualcosa non va per il verso giusto, ritrovandosi improvvisamente nella Francia occupata dai nazisti.
Scampato alle SS, che lo scambiano per un ebreo, si ritroverà suo malgrado prima in mezzo a un gruppo di fanatici del Ku Klux Klan che lo vedono come un nero, e lo vorrebbero impiccare, poi in mezzo alla giungla del Vietnam, nei panni di un vietcong attaccato da una pattuglia di soldati americani.
Dopo aver rischiato la vita, il suo viaggio nel tempo e nell'incubo lo riporterà all'epoca del Terzo Reich, dove finirà in un treno di deportati ebrei, con i suoi amici che non possono sentirlo gridare la propria disperazione perché ormai si trova nella zona ai confini della realtà.
L'episodio appare interrotto bruscamente; in effetti, nel copione iniziale, Bill sarebbe dovuto tornare nel suo tempo dopo essersi redento salvando la vita di due bambini vietnamiti durante un raid sul loro villaggio. Il tragico incidente accaduto sul set al momento delle riprese (si veda più sotto) costrinse la produzione a tagliare l'intera scena.
Secondo episodio: Il gioco del bussolotto
- diretto da Steven Spielberg.

Remake di un episodio della serie classica del telefilm. Mr. Bloom si presenta in una casa di riposo per anziani dando la possibilità agli ospiti di tornare magicamente bambini, semplicemente dando calci ad un barattolo.
Terzo episodio: Prigionieri di Anthony
- diretto da Joe Dante.

Remake di un episodio della serie classica del telefilm. Una donna investe per errore un bambino in bicicletta. Assicuratosi che il bambino stia bene, lo accompagna a casa dove conosce la sua famiglia: madre, padre, sorella e zio. Tutti sono stranamente ossequiosi con il bambino e la casa in cui vivono assomiglia stranamente a quella presente nel cartone animato che la famiglia vede continuamente. La verità è che quella non è la sua vera famiglia: grazie agli straordinari poteri di cui è dotato che gli permettono di materializzare ogni suo desiderio, il giovane tiene in ostaggio persone che ha attirato nella casa e che costringe a mangiare cose che piacciono solo a lui (come un hamburger con burro di arachidi) e a vedere sempre cartoni animati. I veri genitori del bambino hanno cercato di disfarsi di lui e la vera sorella si trova in una camera al piano di sopra su una sedia a rotelle; il ragazzo l'ha storpiata e privata della bocca così che non possa più rimproverarlo. Alla fine la protagonista, comprendendo che il bambino ha solo bisogno di una guida che gli permetta di controllare i suoi poteri e di una figura adulta che si prenda cura di lui, decide di portarlo via con sé e di stargli sempre accanto.
In questo terzo episodio, appare tra gli interpreti Bill Mumy, che da bambino interpretò proprio l'originale Anthony nella serie televisiva classica. Sempre in questo episodio, quando la signorina Foley chiede indicazioni al barista consultando una cartina, la donna rivela di essere diretta a Willoughby, cittadina nell'Ohio. Curiosamente, uno degli episodi della prima stagione, il preferito tra quelli scritti da Rod Serling, s'intitola "Una sosta a Willoughby". Tuttavia in quel caso la cittadina dell'episodio era solo immaginaria.
Quarto episodio: Terrore ad alta quota
- diretto da George Miller.

Remake di un episodio della serie classica del telefilm. John Valentine, un commesso viaggiatore, in volo come al solito, vede un mostro che si diverte a fare a pezzi l'ala dell'aereo su cui sta viaggiando. Cercherà in tutti modi di dare l'allarme, ma nessun altro oltre lui vede il mostro. L'episodio ricorda i cosiddetti "gremlin", creature che nei racconti dei piloti della Seconda Guerra Mondiale apparivano fuori dai finestrini degli aerei con l'intento di farli precipitare. Alla fine, quando tutto sembra risolto e lui se ne va in ambulanza dall'aeroporto, l'autista della macchina (nuovamente Dan Aykroyd) si gira e chiede al sig. Valentine se vuole davvero vedere qualcosa di realmente pauroso come avviene nel prologo iniziale.

## Produzione
Il 23 luglio 1982, durante le riprese del primo episodio, si verificò una tragedia: nella scena del Vietnam a Indian Dunes Park, un elicottero, probabilmente a causa delle numerose e forti esplosioni, perse il controllo, precipitò sul set e decapitò con le pale l'attore Vic Morrow ed una giovanissima comparsa (Myca Dinh Le, 7 anni) oltre ad ucciderne una seconda, anch'essa giovanissima, per schiacciamento (Renee Shin-Yi Chen, 6 anni).
John Landis, che aveva insistito per girare la scena con esplosivi effetti speciali, pretendendo che l'elicottero volasse a bassa quota per aumentarne la drammaticità, ebbe seri problemi ed azioni legali dopo quell'incidente; tra le azioni intentate figurano le richieste risarcitorie proposte dai genitori delle giovani vittime e dalle due figlie di Vic Morrow, tra le quali spicca l'attrice Jennifer Jason Leigh.
Nella scena che doveva essere il finale originale dell'episodio, il personaggio di Morrow doveva viaggiare ancora nel tempo ed essere catapultato in un villaggio vietnamita deserto, dove trovava due bambini abbandonati. A quel punto, un elicottero militare statunitense li scorgeva e cominciava a sparargli. In quella che era la redenzione del suo personaggio, Morrow prendeva i due bambini in braccio e fuggiva dal villaggio mentre l'elicottero distruggeva tutto con degli esplosivi. Tuttavia, il pilota ebbe dei problemi a volare in mezzo alle palle di fuoco create per la scena dal reparto effetti speciali. Un tecnico a terra non si accorse del problema e fece detonare altre due esplosioni vicino al velivolo. La luce abbagliante dell'esplosione fece perdere al pilota il controllo dell'elicottero, che volava a bassa quota per esigenze sceniche, facendolo precipitare sopra Morrow e i due bambini.
Le morti furono riprese da almeno tre diverse inquadrature. A causa dell'incidente, le poche scene rimanenti dell'episodio non furono girate e tutte le scene che vedevano la presenza dei due piccoli vietnamiti furono tagliate dalla versione finale.
Myca e Renee furono pagati "sotto banco" per aggirare le leggi sul lavoro minorile dello Stato della California, che non permettono che i minori lavorino la notte. Landis prese personalmente la decisione di impiegare i due bambini nella scena. Gli agenti del cast non erano al corrente che i due minorenni avrebbero partecipato alla scena. Il produttore associato George Folsey Jr. aveva detto ai genitori dei bambini di non dire a nessuno che questi avrebbero girato la sequenza delle esplosioni, nemmeno ai vigili del fuoco presenti sul set. Uno di essi era preoccupato che le esplosioni avrebbero potuto causare dei problemi, ma non disse nulla a Landis.
La tragedia causò problemi legali al regista John Landis con anche la possibilità di essere incriminato per omicidio preterintenzionale. Landis, Folsey, il production manager Dan Allingham, il pilota Dorcey Wingo e lo specialista di esplosivi Paul Stewart furono tutti assolti dalle accuse nel corso di un processo durato nove mesi tra il 1986 e il 1987.
Uno dei risultati dell'incidente fu che il secondo assistente di regia Andy House ebbe il nome rimosso dai crediti del film e sostituito dallo pseudonimo Alan Smithee.

## Colonna sonora
La colonna sonora del film è stata composta dal maestro Jerry Goldsmith. Ai confini della realtà è, insieme a Duel, Il colore viola, Il ponte delle spie e Ready Player One uno dei soli cinque film diretti da Steven Spielberg le cui musiche non siano state scritte dal compositore John Williams.

## Riconoscimenti
- 1984 – Saturn Award
  - Miglior attore non protagonista a John Lithgow

## Curiosità
Alcuni episodi del film sono stati soggetto a numerose parodie, in particolare il terzo e il quarto episodio, ecco elencate alcune:
- In Johnny Bravo: in un episodio Johnny si ritrova a fare da baby-sitter a un bambino che è chiaramente la parodia dell'episodio "Prigionieri di Anthony". In un altro invece si ritrova in uno scenario simile a quello di "Terrore ad alta quota", ma stavolta invece di un gremlin c'è un pagliaccio. Questi due episodi inoltre fanno parte di una serie che omaggia "Ai confini della realtà"; le puntate presentano anche il celebre prologo ed epilogo in cui viene inquadrato il cielo stellato mentre il narratore commenta l'episodio. In questi episodi, la voce narrante afferma che Johnny si è ritrovato "Nei sobborghi della Zona dove le cose normali non accadono molto spesso".
- Ne I Simpson: nell'episodio "la paura fa novanta II" dal titolo "La Zona Bart" vi è una parodia dell'episodio "Prigionieri di Anthony" con Bart Simpson nella parte di Anthony, che tormenta la famiglia e l'intera città con il suo potere.
- Sempre ne I Simpson, nell'episodio "La paura fa novanta IV" da cui il titolo della parodia è "Terrore a cinque piedi e mezzo, che sarebbero un po' più di 2 metri" basato su "Terrore ad alta quota" solo che l'ambientazione è spostata da un aereo ad un pulmino scolastico e a vedere il Gremlin fuori dal finestrino è ancora una volta Bart Simpson
- In Madagascar 2, film di animazione del 2008, quando i 4 animali sono a bordo dello sgangherato aeroplano guidato dai folli pinguini fuori si scatena una tempesta, c'è una chiara similitudine con questo episodio del film del 1983. Alex il leone guardando dal finestrino scorge una figura attaccata all'ala intenta a sabotarne il motore, ma non è altro che il lemure Mortino che vuole salire a bordo a tutti i costi.